# رشدية طويلة الثمار
رشدية طويلة الثمار (الاسم العلمي:Averrhoa dolichocarpa) هي نوع من النباتات تتبع جنس الرشدية من الفصيلة الحماضية.